# Смельницкий, Феоктист Елисеевич
Феокти́ст Елисе́евич Смельни́цкий (5 (17) января 1874, село Тарасовичи, Остерский уезд Черниговская губерния — 3 октября 1937, Казахская ССР) — священник Русской православной церкви.
Причисленный к лику святых Русской православной церкви в 2000 году.

## Биография
Феоктист Смельницкий родился 17 января 1874 года в селе Тарасовичи Остерского уезда Черниговской губернии.
После учёбы в Черниговской духовной семинарии был рукоположён во иерея епископом Черниговским и Нежинским Антонием (Соколовым), служил на приходах Черниговской епархии, был заведующим и законоучителем земских школ и школ грамоты, преподавал в Черниговской духовной семинарии.
Последним приходом отца Феоктиста была Свято-Троицкая церковь посёлка Лосиновка, в которой он служил до её закрытия в 1936 году. В том же году священника арестовали и отправили в «Карлаг» в Казахстане, а уже в следующем году батюшку приговорили к расстрелу. Приговор был приведён в исполнение 3 октября 1937 года. Место захоронения священника неизвестно.

## Канонизация
Определением Юбилейного Архиерейского собора Русской православной церкви от 20 августа 2000 года протоиерей Феоктист Смельницкий был причислен к лику святых в сонме новомучеников и исповедников Русских.
День памяти священномученика Феоктиста — 3 октября, в день его блаженной кончины.